# Hatha

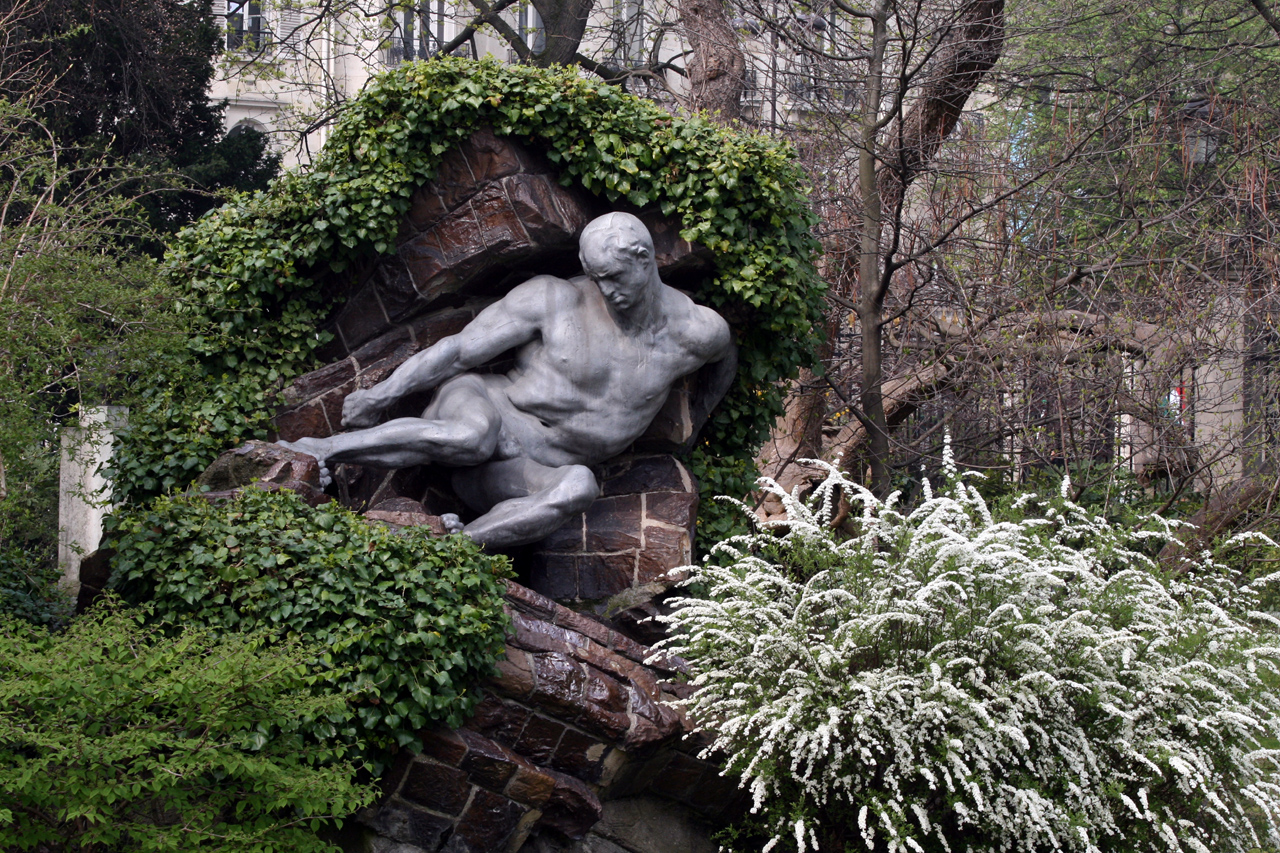
हठ Haṭha l'Effort

Haṭha ( हठ en écriture devanāgarī) est un mot de la langue sanskrite qui signifie « violence », « entêtement », « obstination » mais aussi « persévérance » ou « effort ». Il peut se présenter en composition comme dans l'expression haṭhayoga ( हठयोग en devanāgarī ). Le hindi contemporain hérite ce mot du sanskrit sans modifications morphologiques ou sémantiques notoires. Les ouvrages édités en Occident écrivent souvent simplement hatha pour des raisons typographiques, omettant le point sous le 't', signe diacritique désignant la prépalatale rétroflexe sanskrite [ṭ]. Les deux sons [h], à l'initiale et au milieu de ce mot, bien que fort aspirés en langues sanskrite et hindi, sont inaudibles en prononciation française.

## Morphologie
Le mot se construit par adjonction à la racine sanskrite HAṬH- d'une voyelle thématique -a, formant ainsi un nom d'action masculin haṭha qui peut être utilisé comme adjectif.

## Sémantique
À l'idée de vive force, voire de violence, se joint celle d'obstination et d'entêtement, de nécessité, et d'urgence. 
Aux sens de résolution, de ferme promesse, d'insistance et de ténacité, le hindi ajoute celui d'être fanatique, voire bigot (adjectif haṭhī ). Le verbe haṭharnā signifie être pressé ou impatient.

## Composition
Le mot composé le plus couramment rencontré en français est celui de haṭhayoga indifféremment orthographié hathayoga, ou hatha yoga, ou Hatha-Yoga, ou Hatha Yoga.
Haṭhayogapradīpikā est le titre d'un traité écrit au XVe siècle par swāmī Svātmārāma.
Haṭhayoga pourrait se traduire par « yoga de la vive force », « yoga de l'effort » ou « yoga de la ténacité ».
Une interprétation symbolique répandue fait du hatha-yoga l'union du soleil (ha) et de la lune (tha),,, « c'est-à-dire de toutes les dualités : Idâ et Pingalâ, souffle inspiré et souffle expiré, masculin et féminin, etc. ».